# Георгиев, Мартин
Ма́ртин Па́влов Гео́ргиев (болг. Мартин Павлов Георгиев; родился 24 сентября 2005, София) — болгарский футболист, защитник клуба «Барселона», выступающий на правах аренды за софиевскую «Славию».

## Клубная карьера
Воспитанник футбольной академии клуба «Славия (София)». В основном составе дебютировал 11 сентября 2021 года, выйдя на замену в матче высшего дивизиона Болгарии против софийского ЦСКА. 19 сентября впервые вышел в стартовом составе «Славии» в матче против «Лудогорца», но на 58-й минуте получил красную карточку и был удалён с поля. Всего в сезоне 2021/22 провёл за команду 6 матчей в чемпионате и 1 — в кубке.
Весной 2022 года молодым защитником активно интересовался испанский клуб «Барселона».

## Карьера в сборной
В 2021 году дебютировал за сборные Болгарии до 17 и до 19 лет.
В мае 2022 года в составе сборной Болгарии до 17 лет принял участие в юношеском чемпионате Европы, который прошёл в Израиле. 16 мая 2022 года отметился забитым мячом в первом матче группового этапа против сборной Нидерландов .